# 동양중학교 (서울)
동양중학교(東洋中學校)는 대한민국 서울특별시 동작구 흑석동에 위치한 사립 중학교이다.

## 학교 연혁
- 1939년 5월 20일 : 동양공과학원 설립인가
- 1951년 3월 2일 : 동양중학교 인가
- 1976년 1월 2일 : 조홍제(효성그룹회장) 이사장 취임
- 1977년 2월 2일 : 동양공업고등학교 구로구 고척동으로 이전
- 2016년 4월 1일 : 김상희 이사장 취임
- 2022년 3월 1일 : 제16대 양재희 교장 취임

## 참고 자료
- 동양중학교 - 한국교육학술정보원 학교알리미